# Pagny-la-Blanche-Côte
Pagny-la-Blanche-Côte – miejscowość i gmina we Francji, w regionie Grand Est, w departamencie Moza.
Według danych na rok 1990 gminę zamieszkiwało 201 osób, a gęstość zaludnienia wynosiła 16 osób/km² (wśród 2335 gmin Lotaryngii Pagny-la-Blanche-Côte plasuje się na 844. miejscu pod względem liczby ludności, natomiast pod względem powierzchni na miejscu 446.).